# Raionul Vitovka, Mîkolaiiv
Raionul Vitovka (în ucraineană Вітовський район, până în 2016  - Jovtnevii) este un raion în regiunea Mîkolaiiv, Ucraina. Reședința sa este orașul regional Mîkolaiiv, care nu aparține raionului.

## Demografie
Componența lingvistică a raionului Vitovka
     Ucraineană (80,51%)
     Rusă (18,08%)
     Alte limbi (0,76%)
Conform recensământului din 2001, majoritatea populației raionului Vitovka era vorbitoare de ucraineană (80,51%), existând în minoritate și vorbitori de rusă (18,08%).